# Zatypota dichroa
Zatypota dichroa är en stekelart som först beskrevs av Marshall 1892.  Zatypota dichroa ingår i släktet Zatypota och familjen brokparasitsteklar. Inga underarter finns listade i Catalogue of Life.